# Christine de Bruin
Christine de Bruin (født 3. marts 1989) er en canadisk bobslædefører.
Hun repræsenterede Canada under Vinter-OL 2018 i Pyeongchang, hvor hun blev nummer 7 i toer-bob.
Under Vinter-OL 2022 i Beijing, tog hun bronze i monobob.